# Альфредо Ангуло
Альфредо Ангуло Лопес (ісп. Alfredo Angulo López; 11 серпня 1982, Мехікалі, Баха-Каліфорнія) — мексиканський професійний боксер, «тимчасовий» чемпіон світу за версією WBO в першій середній вазі (2009—2010), призер Панамериканських ігор та Ігор Центральної Америки і Карибського басейну.

## Аматорська кар'єра
На Іграх Центральної Америки і Карибського басейну 2002 завоював бронзову медаль, програвши у півфіналі Хуану Убалдо (Домініканська Республіка).
На Панамериканських іграх 2003 завоював бронзову медаль, програвши у півфіналі Лоренсо Арагону (Куба).
На Олімпійських іграх 2004 програв у першому бою Енді Лі (Ірландія).

## Професіональна кар'єра
Дебютував на профірингу 2005 року. Здобув п'ятнадцять перемог поспіль, у тому числі над українцем Андрієм Цурканом. 30 травня 2009 року зазнав першої поразки від Керміта Сінтрона (Пуерто-Рико). 7 листопада 2009 року завоював вакантний титул «тимчасового» чемпіона WBO у першій середній вазі, а 17 липня 2010 року — вакантний титул чемпіона Континентальної Америки за версією WBC. 5 листопада 2011 року зазнав другої поразки в кар'єрі від Джеймса Керкленда (США).
8 червня 2013 року вийшов на бій за вакантний титул «тимчасового» чемпіона WBA у першій середній вазі проти Ерісланді Лара (Куба). У складному бою кубинець лідирував за набраними очками, однак у четвертому і дев'ятому раундах побував у нокдаунах. Усе вирішилося в десятому раунді, коли після влучання Лари зовсім закрилося вже підпухле око Ангуло, і він відмовився від продовження поєдинку.
8 березня 2014 року вийшов на бій проти співвітчизника Сауля Альвареса і програв технічним нокаутом.